# Demianów Łaz
Demianów Łaz – wąwóz na obrzeżach Iwano-Frankiwska, w pobliżu dawnej wsi Pasieczna, miejsce pochówku ofiar sowieckiego terroru w roku 1941.
W latach siedemdziesiątych, po audycjach Radia Wolna Europa poświęconych temu miejscu, krajobraz został zmieniony przez ciężki sprzęt, co znacznie utrudniło późniejsze badania. Pomimo tych wysiłków miejscowym działaczom organizacji Memoriał udało się dotrzeć do szczątków ponad 500 mężczyzn, kobiet i dzieci. 20 ofiar udało się zidentyfikować z nazwiska, jedną z zawodu (Stanisław Myszkowski, syn Jana, polski oficer). Może to mieć związek z wymordowaniem ok. 2500 osób z więzienia NKWD, urządzonego w gmachu Sądu Wojewódzkiego przy ul. Bilińskiego (obecnie ul. Sacharowa).  W roku 1998 miejsce oznaczono pomnikiem.
Po wkroczeniu Niemców, nowi najeźdźcy dokonali podobnego mordu w pobliskim Czarnym Lesie.